# Tarciane
Tarciane Karen dos Santos de Lima, também conhecida como Tarciane ou Tarci (Belford Roxo, 27 de maio de 2003) é uma futebolista brasileira que atua como zagueira. Atualmente, joga no Olympique Lyonnais

## Carreira
Tarciane iniciou sua carreira no futebol de campo no projeto social Daminhas da Bola, idealizado em 2015 pela técnica Thaissan Passos, localizado no estado do Rio de Janeiro.

### Fluminense
Em 2019, a zagueira passou a jogar pelo Fluminense, através da parceira entre o clube e o Daminhas da Bola, que deu início ao projeto de futebol feminino do time de Laranjeiras. Durante a sua passagem, a atleta participou do primeiro título feminino do Fluminense, o Campeonato Brasileiro Sub-18 de 2020.

### Corinthians
Em 2021, Tarciane foi para o Corinthians, com o qual firmou um contrato inicial de 1 ano. Em 2022, a atleta teve seu contrato renovado até o ano de 2024. Tarciane vestiu a camisa do timão 76 vezes, sendo titular em 63 dos jogos, foram 61 vitórias e 10 títulos.
O Corinthians anunciou em 21 de abril de 2024 a venda de Tarciane para o Houston Dash, dos EUA. O Timão recebeu R$ 2,59 milhões pela negociação, a maior já feita pelo futebol brasileiro feminino, e uma das maiores da história do futebol feminino mundial.

## Seleção Brasileira
A zagueira natural de Belford Roxo, iniciou sua passagem pela seleção nacional em 2018, com apenas 15 anos, quando foi convocada para a seleção sub-17 pelo técnico Luiz Antonio Ribeiro (Luizão). A atleta foi chamada para o período de preparação para o Mundial Sub-17 daquele ano, ocorrido no Uruguai, mas não chegou a ser convocada para o campeonato. Em 2021, Tarciane passou a integrar o sub-20 da seleção brasileira, comandada naquele período pelo técnico Jonas Urias. Em 2022, conquistou o campeonato Sul-americano da categoria, o que classificou a seleção para a Copa do Mundo Sub-20. Ainda em 2022, Tarciane foi artilheira na conquista da medalha de bronze da Copa do Mundo Sub-20. Sua estreia pela seleção principal veio no mesmo ano. Sob o comando da técnica sueca Pia Sundhage, Tarciane ganhou seus primeiros minutos no segundo tempo do jogo contra a Noruega, no dia 8 de outubro de 2022, substituindo a também defensora Kathellen. Em 2024, Tarciane participou de todos os jogos da seleção que ganhou a medalha de prata nos Jogos Olímpicos em Paris, em apenas um não sendo a zagueira titular.

## Títulos

### Por clubes
Fluminense
- Campeonato Brasileiro Sub-18: 2020

Corinthians
- Campeonato Brasileiro: 2021, 2022 e 2023
- Campeonato Paulista: 2021 e 2023
- Supercopa do Brasil: 2022, 2023 e 2024
- Copa Paulista: 2022
- Copa Libertadores: 2023

### Seleção Brasileira
- Campeonato Sul-Americano Sub-20: 2022